# FMA I.Ae. 37
Die FMA I.Ae. 37 Ala Delta war ein Jagdflugzeugprojekt des argentinischen Herstellers Fábrica Militar de Aviones.

## Geschichte und Konstruktion
Nachdem seine früheren Nurflügelprojekte 1951 abgebrochen wurden, begann Reimar Horten 1952 die Arbeiten an einem zweistrahligen Jagdflugzeug. Hierbei handelte es sich um ein Flugzeug, das aus einem Deltaflügel mit integriertem Rumpf bestand und an dessen Spitze sich ein rundum verglastes Cockpit für einen liegenden Piloten befand. Entgegen den sonst von Horten entwickelten Nurflügelflugzeugen, verfügte die I.Ae. 37 (manchmal fälschlich auch als IA.37 Pulqui III bezeichnet) über ein Leitwerk. Die Lufteinläufe für die beiden geplanten Triebwerke befanden sich jeweils rechts und links des Cockpits an den Tragflächenwurzeln. Das Flugzeug verfügte zudem über ein einziehbares Bugradfahrwerk.

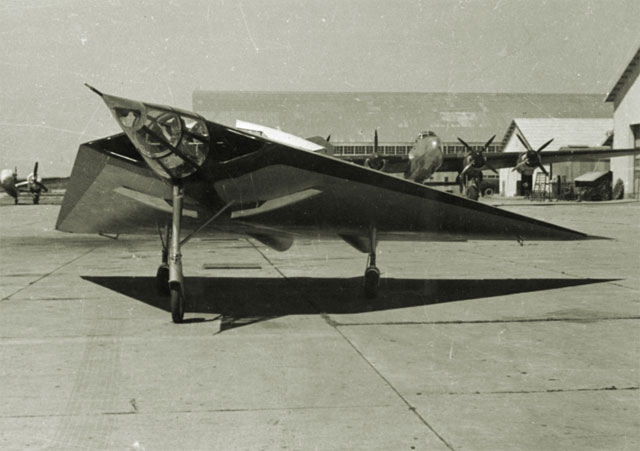
Die FMA I.Ae. 37 Planeador

Nach umfangreichen Windkanaltests wurde der erste Prototyp unter der Bezeichnung FMA I.Ae. 37 Planeador ohne Antrieb ab 1. Oktober 1954 im Schleppflug getestet. Da sich bei den Schleppflügen Mängel im Flugverhalten ergaben und sich auch die liegende Position des Piloten letztendlich als für ein Hochgeschwindigkeitsflugzeug ungeeignet erwies, wurde die Maschine bis 1958 umgebaut. Als dann das Rolls-Royce-Derwent-5-Strahltriebwerk verfügbar war, wurde dieses in die Maschine integriert, was nochmals umfangreiche Umbauten erforderte. 1961 sollte die Maschine zu ihrem zweiten Erstflug starten. Im Jahr 1960 wurde das Projekt, das als Ausgangspunkt für eine ganze Flugzeugfamilie, wie z. B. ein Unterschallschulflugzeug, oder ein Mach 2,2 Kampfflugzeug mit zwei Triebwerken unter den Tragflächen (als IA.e. 48 bezeichnet), dienen sollte, aus Einsparungsgründen jedoch eingestellt.

## Technische Daten
| Kenngröße             | Daten                                                       |
| --------------------- | ----------------------------------------------------------- |
| Besatzung             | 1                                                           |
| Länge                 | 11 m                                                        |
| Spannweite            | 9,78 m                                                      |
| Höhe                  | 3,98 m                                                      |
| Flügelfläche          | ? m²                                                        |
| Leermasse             | 3.300 kg                                                    |
| max. Startmasse       | 4.800 kg                                                    |
| Reisegeschwindigkeit  | ? km/h                                                      |
| Höchstgeschwindigkeit | 902 km/h                                                    |
| Dienstgipfelhöhe      | 12.000 m                                                    |
| Reichweite            | 1.000 km                                                    |
| Triebwerke            | 1 × Rolls-Royce-Derwent-5-Strahltriebwerk mit 16,0 kN Schub |
| Bewaffnung (geplant)  | 4 × Maschinenkanonen in den Tragflächen                     |